# Castelo de Schackenborg

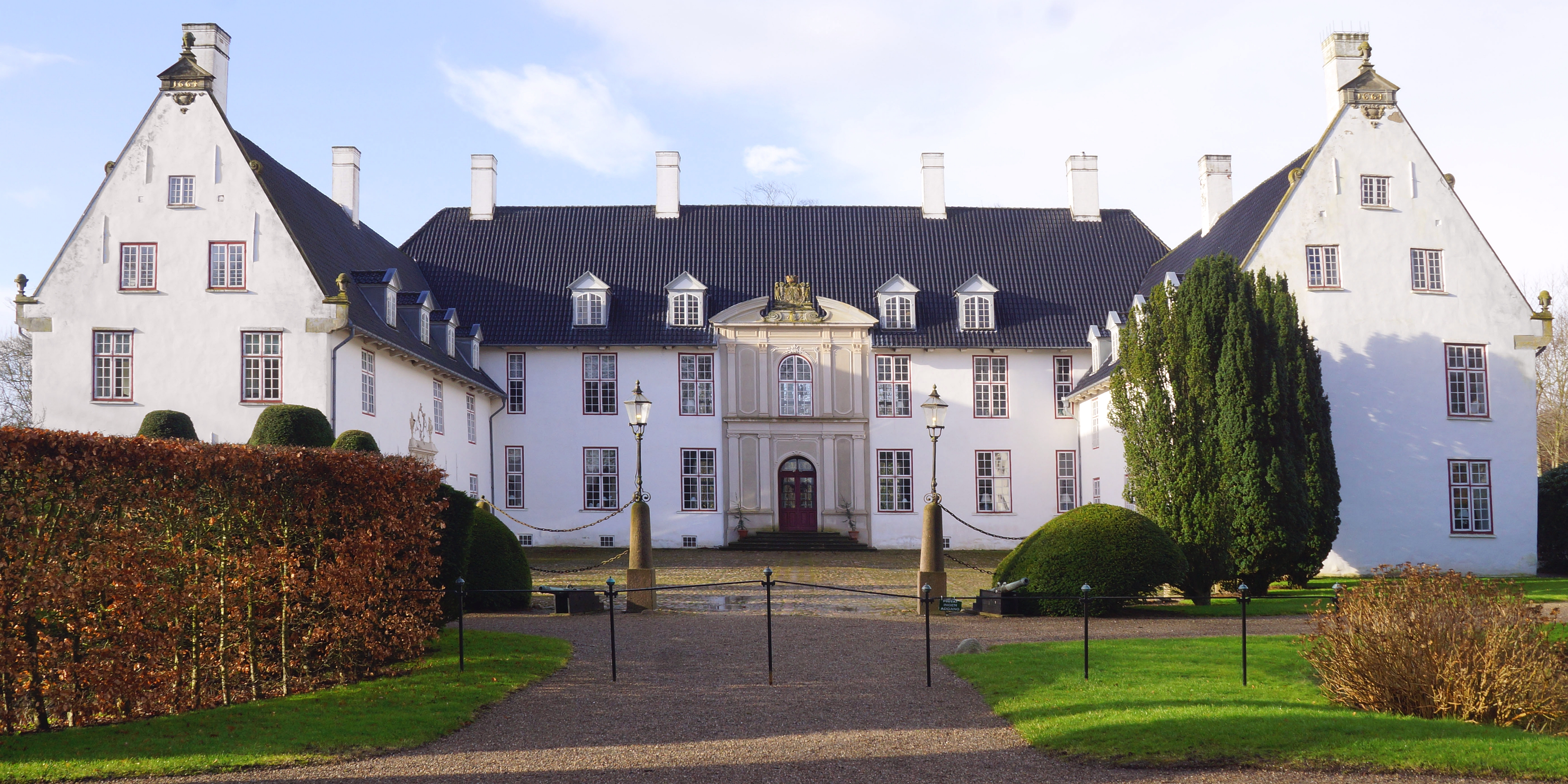
Castelo de Schackenborg (2023) em Møgeltønder

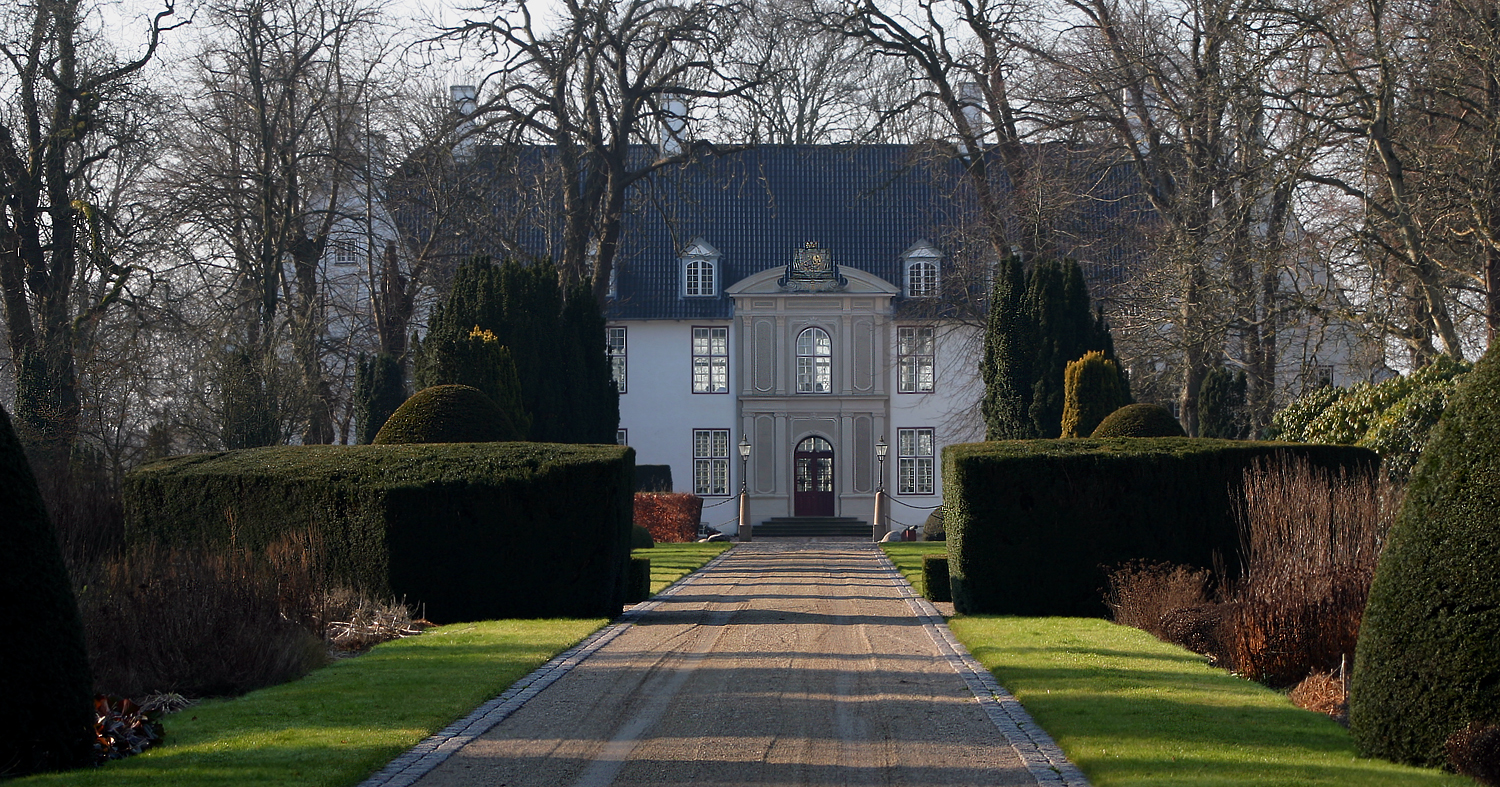
Vista da entrada do Castelo de Schacken ou Schackenborg

O Castelo de Schackenborg (ou Castelo de Schacken; Schacken + Borg, que pode significar castelo em alemão) é uma residência que de 1993 a 2014 pertenceu ao príncipe Joaquim da Dinamarca, que o recebeu em doação do último Conde de Schackenborg, Hans Schack VI. Joaquim vendeu a propriedade antes de comprar uma casa em Charlottenlund, um bairro do norte de Copenhague. 
A construção, de estilo barroco e cercada por um jardim interno e outro externo, está situada em Moegeltoender, na Jutlândia do Sul da Dinamarca.

## História
Ninguém sabe exatamente como a região onde o castelo está surgiu, mas acredita-se que por volta de 1.050 poderia ter havido uma fortificação no local onde a propriedade está atualmente. No entanto, o que é certo é que Møgeltønderhus (ou Moegeltoender) foi mencionada pela primeira vez nas fontes históricas em 1234 como um local pertencente a Hans Schack, que construiu o castelo.  
Por séculos Møgeltønderhus serviu à coroa e à igreja dinamarquesas em batalhas contra os condes de Holstein, acontecidas em 1265, 1285 e 1434, tendo a região depois sido incorporada ao Reino da Dinamarca, na época em que o monarca era o Rei Frederico III da Dinamarca. 
O último membro da família Schack em Schackenborg, o Conde Hans Schack VI, que não tinha filhos, decidiu, em meados dos anos 1970, doar a propriedade ao príncipe Joaquim da Dinamarca, segundo filho da rainha reinante Margarida II da Dinamarca. A doação foi oficializada em 1978, quando Joaquim tinha apenas 9 anos de idade.
Schackenborg foi o local onde o príncipe Joaquim se casou com sua primeira esposa, a depois condessa Alexandra de Frederiksborg, em 1995, e onde em 2008 ocorreram os festejos de seu segundo casamento, com Marie Cavallier.
A propriedade recebeu grande atenção do príncipe Joaquim, inclusive com o uso de 13 milhões de coroas dinamarquesas (cerca de 2,13 milhões de dólares) doadas pelos dinamarqueses como presente para o seu primeiro casamento. Entre 2007 e 2009, príncipe Joaquim efetuou uma extensa renovação dos jardins, com a restauração de passeios, remoção de árvores e a recuperação de elementos originais.
A "Ala Sul" do castelo foi a residência oficial do príncipe Joaquim durante o seu casamento com a condessa Alexandra e depois com a princesa Maria Cavallier e os dois filhos do casal.
Joaquim vendeu a propriedade em 2014 para uma fundação, que abriu o local para vistação pública em 2021. 